# 關山鎮

關山市區

關山鎮（郡群布農語：Kinalaungan；阿美語：Takofan；臺灣客家語四縣腔：guanˊ sanˊ ziinˋ：臺灣話：），舊稱「里壟」，後改稱「關山」，得名自大關山，位於臺灣臺東縣北部，介於中央山脈與海岸山脈之間，花東縱谷南段，全境地勢平坦，為臺東縣規模最小的市鎮。鎮內人口約有7千餘人，是臺灣人口最少的鎮。
清代初期為布農族的獵場地，其後逐漸有西部平埔族群遷入。日治時期則因配合臺灣總督府的拓墾相關政策，始有漢人移入開墾。經濟產業主要為農業，工商業的規模較小，農特產有關山米、香丁、高接梨、草莓與愛玉子等。境內的關山親水公園為主要的觀光景點，也是臺灣第一座環保親水公園。

## 歷史
關山鎮舊稱「里壠」，起源於阿美語，指當地多「紅蟲」之故。清朝初期，平埔原住民（主要為大武壠族）已進入關山開墾。之後阿美族也在關山聚居和建社。漢人則在清治時期光緒晚期開始移入開墾。日治時期則有臺灣總督府移入客家族群開墾東部地區，主要為鳳林一帶，其它則散居在在關山或大範圍東部地區。
1920年（大正9年）設里壠區役場，之後開闢關山警備道，以其位於大關山之下，改名為關山庄。
1946年國民政府設治關山鄉，之後改設里壠鎮，1954年再改名為關山鎮。

## 地理

### 概論
關山鎮境內有卑南溪流過，東西分別為海岸山脈及中央山脈，屬於臺東縱谷平原的一部分，與池上鄉及鹿野鄉同樣為通谷地形，地勢平坦適合農業發展。

### 氣候
關山鎮的海拔高度較池上鄉低，相對較不潮溼。氣候屬熱帶季風氣候，年雨量2,000公釐，平均溫度23.7度。

### 人口
二戰後初期的關山鎮人口5,168人，且逐漸成長直到在1968年達到16,221人的最巔峰值，但此後開始減少，並在2007年10月跌破1萬人。
根據臺東縣關山戶政事務所及內政部戶政司統計，2024年底關山鎮戶數約3.2千戶，人口約8千人，為臺灣人口最少的鎮。鎮內人口最多與最少的里分別是里壠里與電光里，2024年底兩里人口分別為1,778人與567人。關山鎮與臺東縣其他地區相同，面臨人口老化與少子化的問題，2024年底時，關山鎮有10.70%是0至14歲人口，65.11%是15至64歲人口，24.19%是65歲以上人口，是臺東縣青壯年人口佔比最低的行政區。

## 政治

### 歷任首長
| 任次                         | 姓名   | 任職日期       | 離職日期       | 備註               |
| ---------------------------- | ------ | -------------- | -------------- | ------------------ |
| 關山鎮鎮長（實施地方自治前） |        |                |                |                    |
| 1                            | 黃拓榮 | 1946年2月1日   | 1946年12月14日 | 由官方派任首位鎮長 |
| 2                            | 徐監   | 1946年12月15日 | 1948年12月31日 | 由鎮民代表選出     |
| 3                            | 吳光亮 | 1949年1月1日   | 1951年2月13日  | 由鎮民代表選出     |
| 關山鎮鎮長（實施地方自治後） |        |                |                |                    |
| 1                            | 卓勝順 | 1951年2月14日  | 1953年3月31日  | 由鎮民直選首位鎮長 |
| 2                            | 徐榮乾 | 1953年4月1日   | 1956年3月31日  |                    |
| 3                            | 徐榮乾 | 1956年4月1日   | 1960年1月4日   |                    |
| 4                            | 曾玉崙 | 1960年1月5日   | 1961年8月30日  |                    |
| 5                            | 詹進興 | 1964年3月1日   | 1968年2月28日  |                    |
| 6                            | 詹進興 | 1968年3月1日   | 1973年3月31日  |                    |
| 7                            | 王國輝 | 1973年4月1日   | 1977年12月29日 |                    |
| 8                            | 王國輝 | 1977年12月30日 | 1982年2月28日  |                    |
| 9                            | 彭盛煥 | 1982年3月1日   | 1986年2月28日  |                    |
| 10                           | 彭盛煥 | 1986年3月1日   | 1990年2月28日  |                    |
| 11                           | 王寵懿 | 1990年3月1日   | 1994年2月28日  |                    |
| 12                           | 許瑞貴 | 1994年3月1日   | 1998年2月28日  |                    |
| 13                           | 許瑞貴 | 1998年3月1日   | 2002年2月28日  |                    |
| 14                           | 王寵懿 | 2002年3月1日   | 2006年2月28日  |                    |
| 15                           | 黃瑞華 | 2006年3月1日   | 2010年2月28日  |                    |
| 16                           | 黃瑞華 | 2010年3月1日   | 2014年12月24日 |                    |
| 17                           | 戴文達 | 2014年12月25日 | 2018年12月24日 |                    |
| 18                           | 戴文達 | 2018年12月25日 | 2022年12月24日 |                    |
| 19                           | 彭成豐 | 2022年12月25日 | 現任           |                    |

### 鎮政組織

關山鎮公所

關山鎮公所是關山鎮最高層級的地方行政機關，在中華民國政府架構中為鎮自治的行政機關，同時負責執行縣政府及中央機關委辦事項，關山鎮的自治監督機關為臺東縣政府。鎮長由全體鎮民直接選舉產生，任期為四年，可連選連任一次。關山鎮公所並置鎮政會議，為鎮政最高決策機構，在鎮長之下，設有5課2室等7個內部單位及6個附屬機關。
關山鎮民代表會是關山鎮的最高民意機關，代表關山鎮全體鎮民立法和監察鎮政。鎮民代表由公民直選選出，任期為四年，可連選連任。關山鎮民代表會共有7位鎮民代表，分別為第一選區3席鎮民代表、第二選區1席鎮民代表、第三選區1席鎮民代表、第四選區2席平地原住民鎮民代表，主席、副主席由7位鎮民代表互選產生。

### 行政區
關山鎮的行政區劃轄有里壠里、中福里、新福里、電光里、德高里、豐泉里、月眉里等7個里，共計135鄰。
| 關山鎮行政區劃                                     |
| 德 高 新福 b a 壠 月 眉 電 光 a：中福里；b：豐泉里 |

## 次生活圈中心

### 關山地區
《東部區域計畫》內，關山為關山次生活圈的生活圈中心，影響範圍擴及關山鎮、池上鄉、海端鄉等三鄉鎮。現今行政機關也以關山為中心作業，稱為「關山地區」，影響區域除了關山、池上、海端，更達鹿野、延平等鄉，如關山分局、關山分隊、關山地政、關山戶政，又有關山慈濟醫院的設立，關山鎮區域性醫療機能更加充實。
2016年開始，關山有豐富便利的生活機能。全聯福利中心、遠傳門市、鮮茶道、政利超市、農會超市、7-11、全家便利商店、金玉堂文具店、中華電信營業處所、台電關山服務所、中油、關山便當、關山小鎮市集、慈濟醫院關山分院。

### 行政變革
里壠成為關山地方行政中心的歷史首見於1915年，以里壠為中心架設電網警備線及警用電話線，同年即設立「里壠支廳」管轄。1920年里壠支廳併入臺東支廳，1923年里壠支廳再度設置，轄有鹿野、里壠、新開園三區，1937年里壠支廳改為關山郡，里壠庄改稱關山，關山郡包含了現今臺東縣的池上鄉、關山鎮、海端鄉、鹿野鄉、延平鄉等五個行政區，關山是這五個行政區的核心市街。
戰後1946年1月25日為臺東縣關山區關山鄉，初期關山區轄有三鄉，即關山鄉、池上鄉、鹿野鄉。同年4月與新港鄉改制改名為里壠鎮與成功鎮，關山區管轄區域新增二鄉，共轄一鎮四鄉。
1947年關山區署裁撤，1949成立東峰區，區署設於里壠鎮原關山區署所在地，轄有海端、金山、延平、達仁、蘭嶼五鄉，里壠再度成為跨區域性的行政中心。1951年東峰區裁撤，里壠的行政功能僅及鎮內。1954年里壠鎮改名關山鎮至今。

### 發展歷程
里壠市街在日治時期快速發展，由於是關山地方的行政、警備中心，職警員及其眷屬帶動了消費、文化、教育的發展，使里壠成為縱谷南段重要的中心。在交通方面，里壠有鐵路車站及公路客運站的建設，也是來往山地部落的重要關口。產業上，日治時期有製糖、製腦、咖啡、紙漿產業，戰後有農墾、木業、紙業、香茅產業。產業帶來了移民，里壠市街也隨人口增加受益。關山市區位於玉里及臺東兩市街之間，又是臺20線的終點，與成功鎮之間有一海岸山脈之隔，也使關山有著地理上的獨立性。

## 交通

### 鐵路

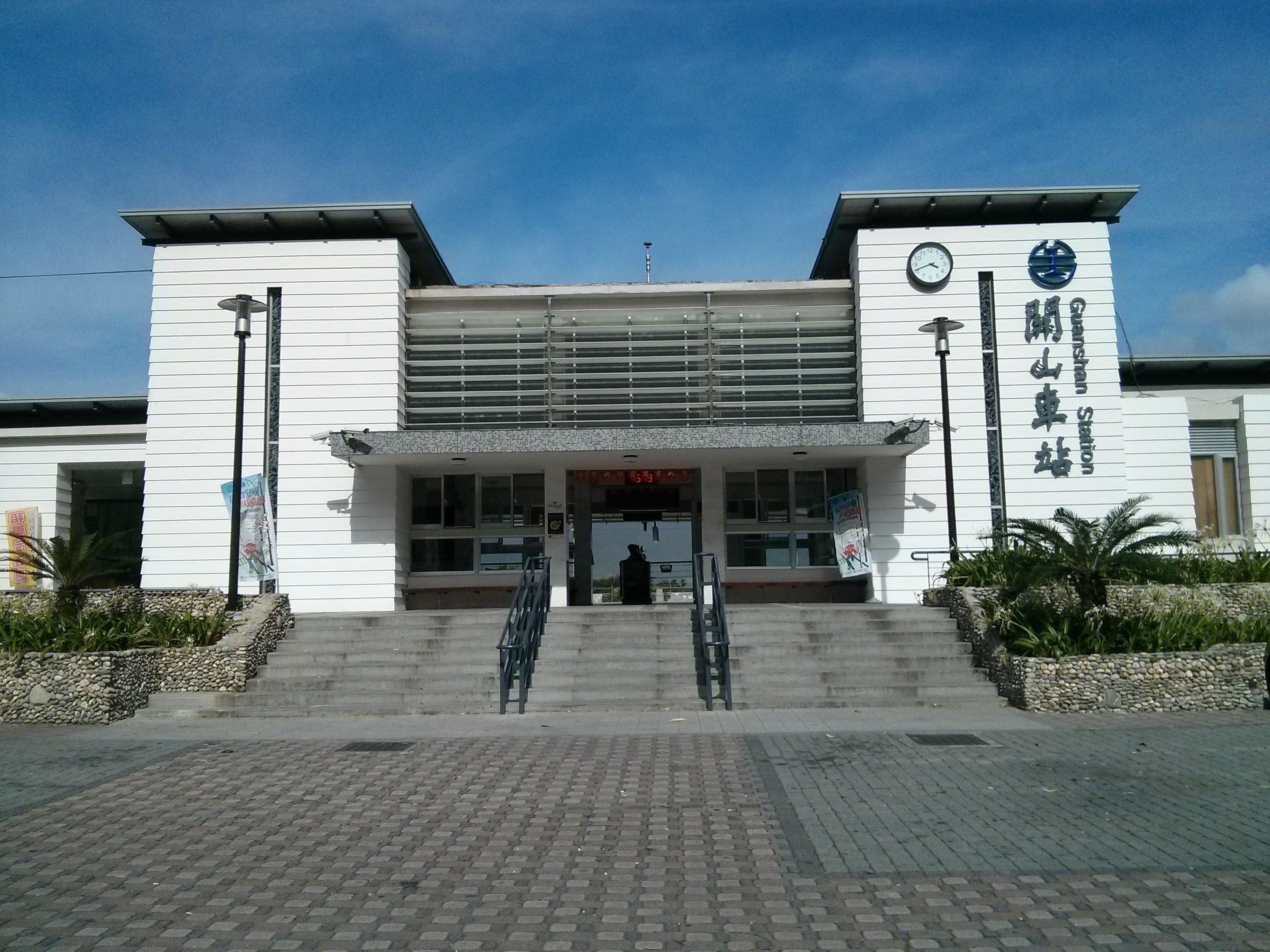
關山車站

臺灣鐵路管理局
- 臺東線：海端車站 - 關山車站

### 公路
- 台9線（花東公路）
- 台20線（南部橫貫公路）
- 縣道197號

## 教育

### 高級中等學校
- 國立關山高級工商職業學校

### 國民中學
- 臺東縣立關山國民中學 （页面存档备份，存于）

### 國民小學
- 臺東縣關山鎮關山國民小學 （页面存档备份，存于）
- 臺東縣關山鎮電光國民小學 （页面存档备份，存于）【電光里】
- 臺東縣關山鎮月眉國民小學 （页面存档备份，存于）【月眉里】
- 臺東縣關山鎮德高國民小學 （页面存档备份，存于）【德高里】

### 圖書館
- 臺東縣關山鎮立圖書館

## 旅遊

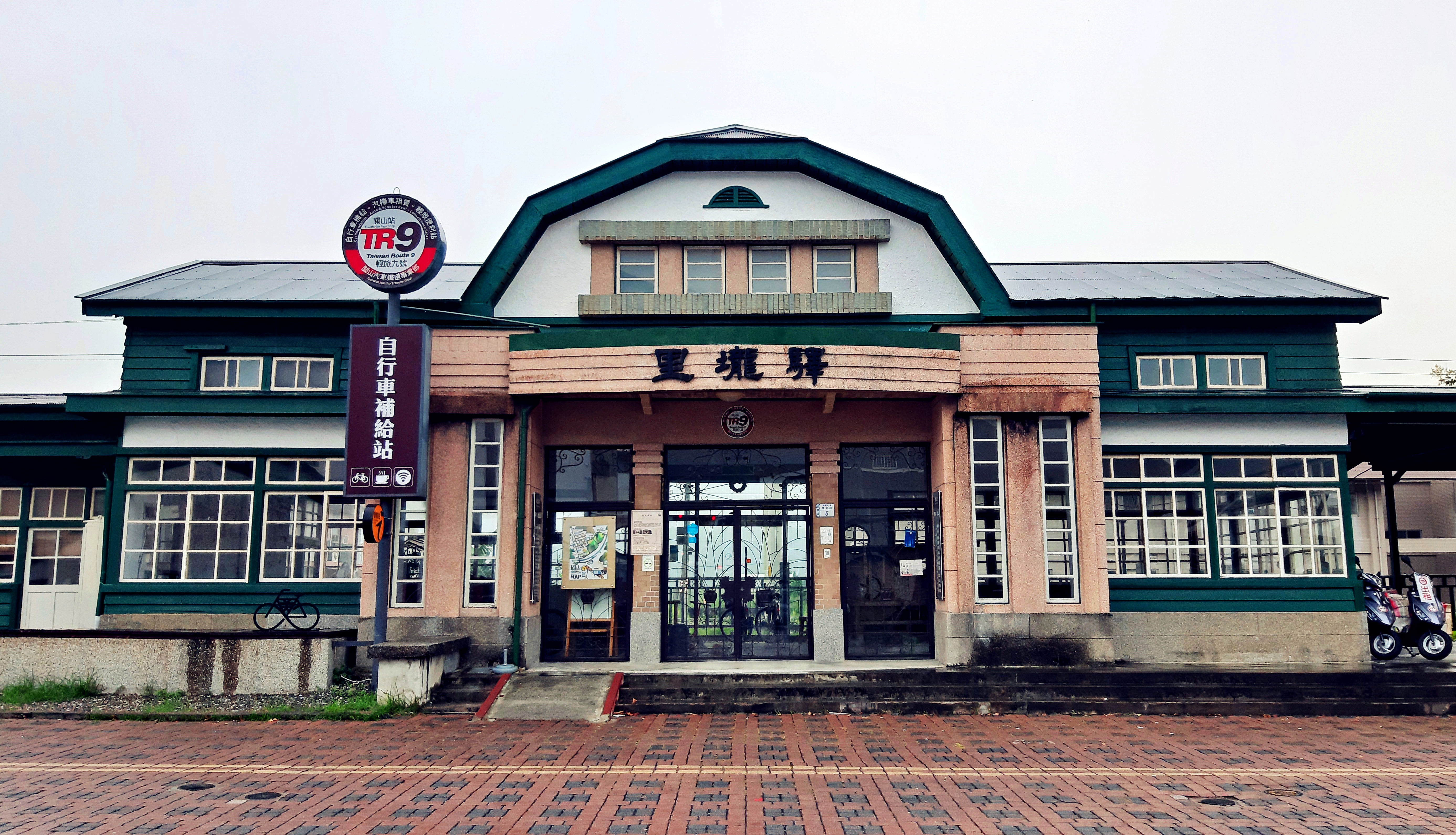
關山舊車站

- 關山舊車站
- 關山天后宮
- 南山寺
- 嘉賓旅社[17]
- 關山八景
- 關山親水公園
- 關山環鎮自行車道
- 關山中華大戲院 （页面存档备份，存于）
- 懷恩園區
- 關山稻田造景
- 關山台9線花海

## 特產

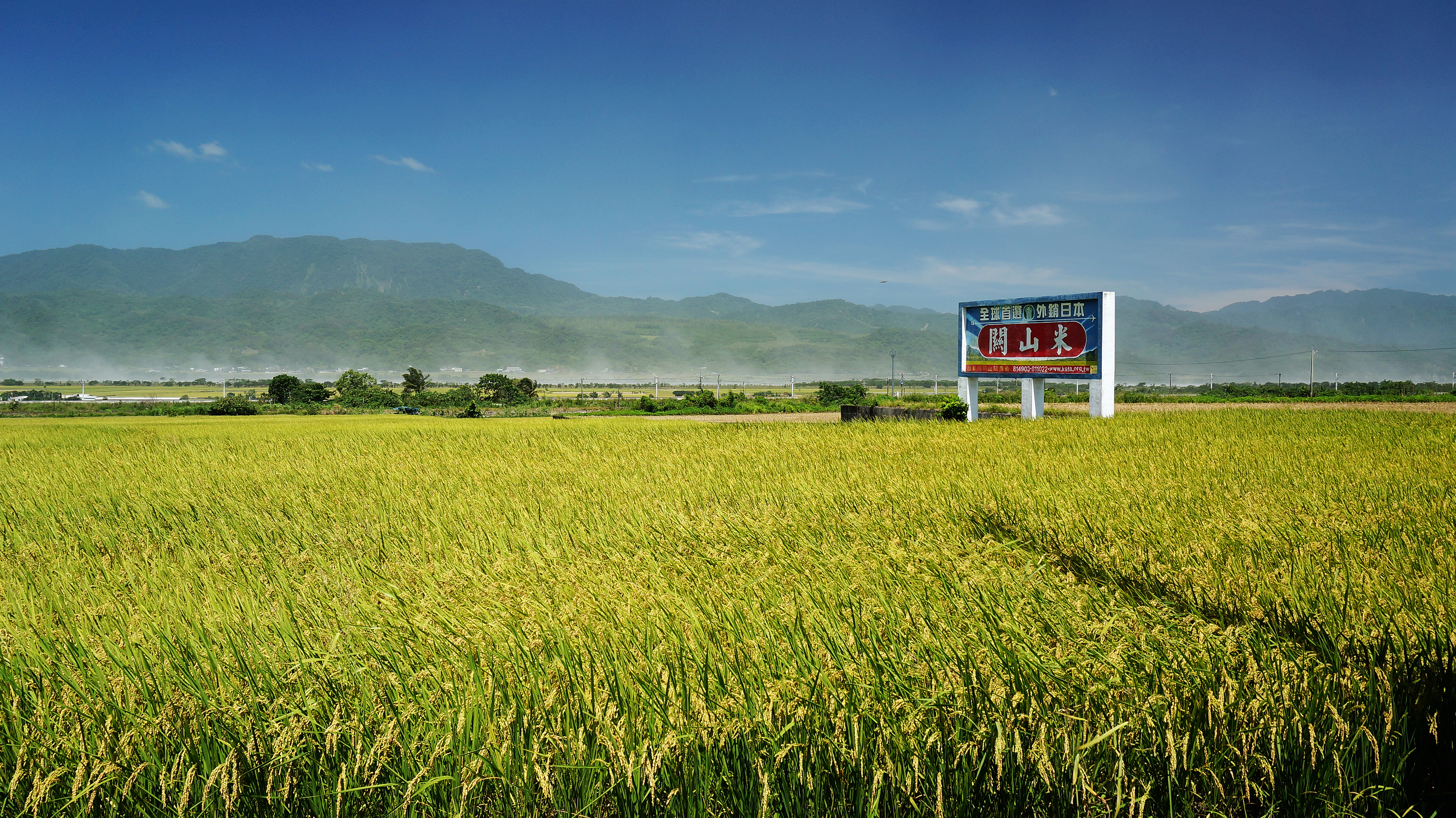
關山米

- 小米
- 香水檸檬
- 愛玉子
- 香丁
- 稻米
- 源昌關山便當
- 花生糖
- 關山臭豆腐
- 關山肉圓
- 香港良記燒臘店

## 外部連結
- 關山鎮公所 （页面存档备份，存于）
- 微笑台灣：台東關山，念念不忘的客家滋味 （页面存档备份，存于）
- 關點工作室：台東關山 x 在地旅遊資訊平台 （页面存档备份，存于）